# تشارلز ينسن
تشارلز جنسن (بالدنماركية: Charles Jensen)‏ هو لاعب جمباز فني دنماركي، ولد في 24 ديسمبر 1885 في Bislev ‏ في الدنمارك، وتوفي في 5 يونيو 1920 في روسكيلدا في الدنمارك.

## وصلات خارجية
- تشارلز جنسن على موقع اللجنة الأولمبية الدولية (الإنجليزية)
- تشارلز جنسن على موقع أوليمبيديا (الإنجليزية)